# 찻잔

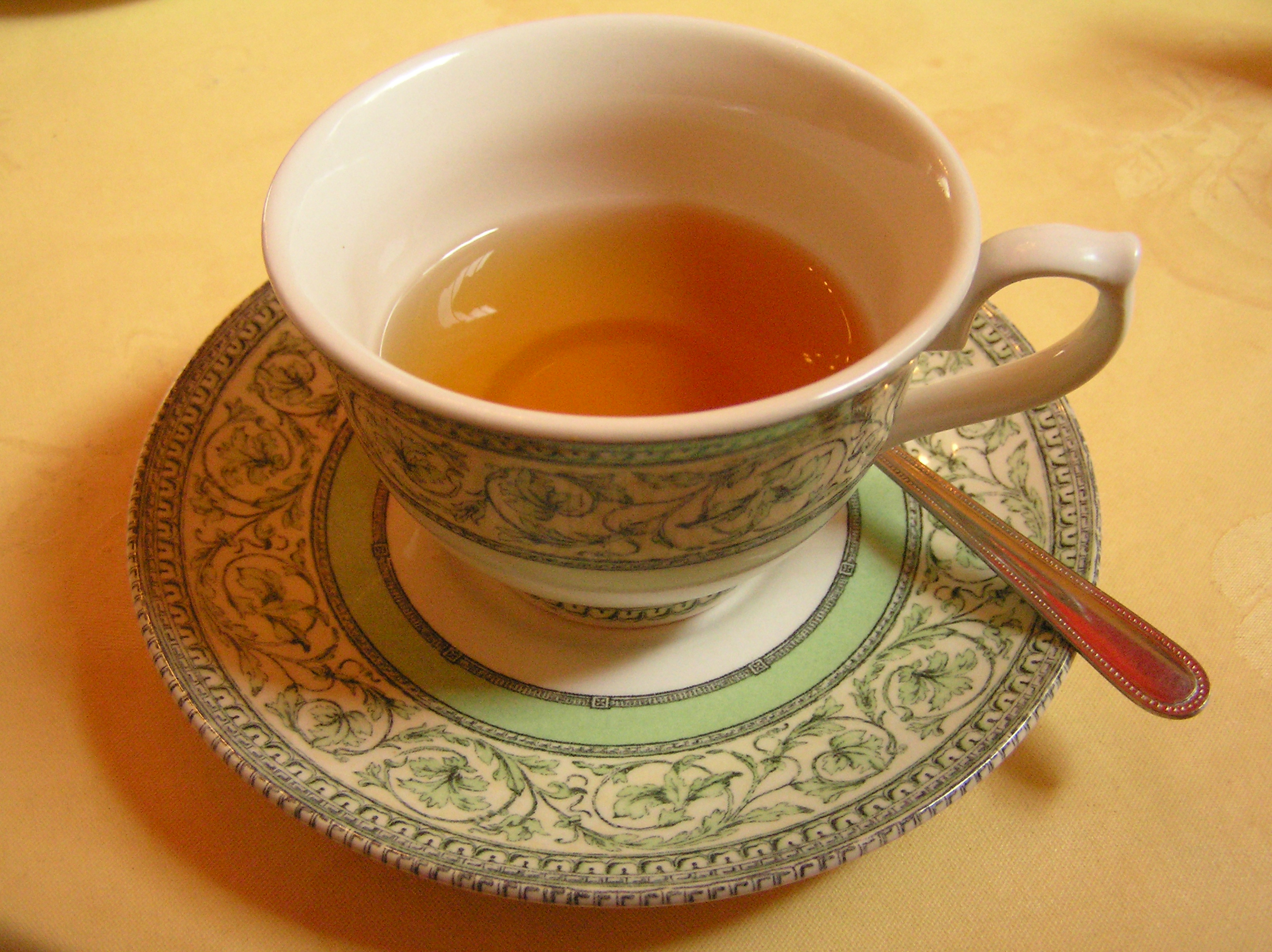
스코틀랜드의 찻잔

찻잔(茶盞, 문화어: 차잔, teacup)은 식기의 일종으로 차를 마시는 컵이다. 기본적으로 차는 뜨거운 음료이기 때문에 100℃의 온도에 견딜 수 있도록 되어 있다. 일반적으로 엄지손가락과 한두 손가락으로 잡을 수 있는 작은 손잡이가 있다. 일반적으로 세라믹 소재로 만들어지며 컵과 어울리는 접시 또는 작은 케이크나 샌드위치 접시가 포함된 트리오로 구성된 세트의 일부인 경우가 많다. 이 제품은 찻주전자, 크림 용기, 덮은 설탕 볼, 슬롭 볼과 결합된 차 세트의 일부일 수 있다. 찻잔은 커피잔보다 더 넓고 짧은 경우가 많다. 모닝 티를 위한 잔은 일반적으로 애프터눈 티용 컵보다 크다.
고품질 찻잔은 일반적으로 흰색의 반투명 도자기로 만들어지며 패턴으로 장식된다. 일부 수집가는 접시와 어울리는 독특한 컵을 많이 구입한다. 이러한 장식용 컵은 장소, 사람 또는 이벤트의 기념품이 될 수 있다.
유럽에서는 고령토를 베이스로 오븐에 가열한 프랑스산 리모주 도자기나 중국 도자기 등 고급 도자기 찻잔이 티타임을 즐기는 사치품이었다. 이 컵은 손잡이로 만들어지며 한 세트의 접시와 짝을 이루며 종종 손으로 칠한 장식과 금색 또는 은색 패턴이 특징이며 특히 테두리와 손잡이에 안감이 있다.
중국 문화에서 찻잔은 매우 작으며 20~50ml의 액체를 담는다. 이싱시의 찻주전자 또는 개완과 함께 사용하도록 설계되었다. 오스만 제국의 영향을 받은 러시아어권 문화와 서아시아 문화에서는 종종 터키어와 아랍어로 자프(zarf)라고 불리는 손잡이가 있는 별도의 금속 용기에 담긴 면처리된 유리잔에 차를 마신다. 포드스타카니크(Podstakannik)는 러시아 사촌격이다.

## 같이 보기
- 다완
- 머그잔
- 잔받침